# レナーテ・マインツ
レナーテ・マインツ（Renate Mayntz、1929年 - ）は、ドイツの社会学者・行政社会学者。ケルン大学教授を務めた後、マックス・プランク社会研究所長（在ケルン）で退官。ケルン大学名誉教授。

## 学歴・職歴
- 1950年　　　　ウェルズレイ・カレッジ卒業（B.A.）
- 1953年　　　　ベルリン自由大学にて博士学位取得（哲学博士：Dr.phil.）
- 1957年　　　　教授資格認定
- 1958-1959年　ロックフェラー財団奨学生
- 1959-1960年　ニューヨーク・コロンビア大学客員講師
- 1960-1965年　ベルリン自由大学助教授
- 1964年　　　　ウプサラ大学客員教授
- 1965-1971年　ベルリン自由大学社会学教授
- 1965年　　　　サンチャゴFLASCO客員教授
- 1966-1970年　ドイツ教育会議会員
- 1968年　　　　ニューヨーク新社会研究所・ホイス講座教授
- 1970-1973年　公務員法改革検討委員会委員
- 1971-1973年　シュパイアー行政大学院組織社会学講座教授
- 1973-1985年　ケルン大学社会学講座教授
- 1974-1980年　ドイツ研究振興協会理事
- 1977年　　　　ウプサラ大学名誉博士号
- 1979年　　　　パリ第5大学名誉博士号
- 1985-1997年　マックス・プランク社会研究所初代所長
- 1999年　　　　シャーダー財団賞（ダルムシュタット）
- 2002年　　　　フィレンツェヨーロッパ大学名誉博士号
- 2002年　　　　アメリカ教養アカデミー客員会員
- 2004年　　　　ビーレフェルト学術賞（フリッツ・W・シャルプフ教授と共同受賞）